# Gare de Caussade
La gare de Caussade est une gare ferroviaire française de la ligne des Aubrais - Orléans à Montauban-Ville-Bourbon, située sur le territoire de la commune de Caussade, dans le département de Tarn-et-Garonne, en région Occitanie.
C'est une gare de la Société nationale des chemins de fer français (SNCF), desservie par les trains des réseaux Intercités et TER Occitanie.

## Situation ferroviaire
Établie à 109 mètres d'altitude, la gare de Caussade est située au point kilométrique (PK) 640,011 de la ligne des Aubrais - Orléans à Montauban-Ville-Bourbon, entre les gares ouvertes de Lalbenque - Fontanes et Albias. S'intercalent les gares fermées de Borredon et Montpezat-de-Quercy en direction de Lalbenque - Fontanes et de Réalville en direction d'Albias.

## Histoire
La gare a été construite à l'occasion de l'ouverture, en 1884, de la ligne Montauban-Cahors par Caussade. L'ouverture, en 1891, de la section Cahors-Brive a permis d'accueillir des trains Paris-Toulouse qui depuis 1868 utilisaient l'itinéraire via Figeac et Tessonnières. La voie a été électrifiée le 24 octobre 1943.

### Fréquentation
Selon les estimations de la SNCF, la fréquentation annuelle de la gare figure dans le tableau ci-dessous.
| Année               | 2014   | 2015    | 2016   | 2017    | 2018   | 2019   | 2020   | 2021    | 2022    | 2023    |
| ------------------- | ------ | ------- | ------ | ------- | ------ | ------ | ------ | ------- | ------- | ------- |
| Nombre de voyageurs | 90 109 | 104 795 | 99 606 | 102 636 | 81 556 | 90 861 | 77 676 | 115 581 | 155 774 | 186 977 |

## Service des voyageurs

### Accueil
Elle est équipée d'un quai central et d'un quai latéral qui sont encadrés par quatre voies, ainsi que de voies de service. Le changement de quai se fait par un passage souterrain.

### Desserte
La gare est desservie par :

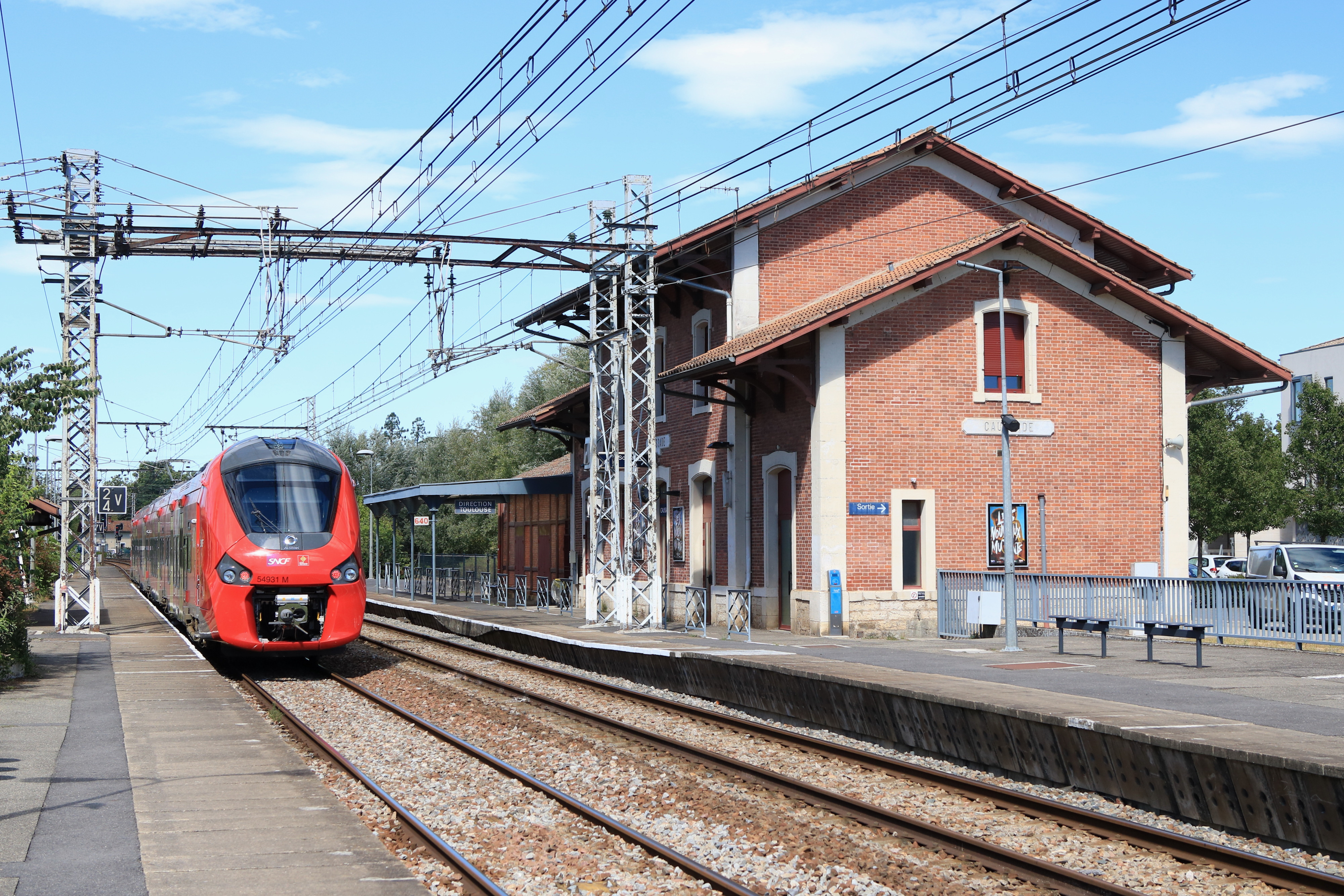
TER repartant de la gare, en direction de Cahors.

- des trains du réseau Intercités qui circulent entre les gares de Paris-Austerlitz et de Toulouse-Matabiau[3] ;
- des trains du réseau Intercités de nuit qui circulent entre les gares de Paris-Austerlitz et de Cerbère ou Portbou ;
- des trains du réseau TER Occitanie qui circulent entre Toulouse-Matabiau et Cahors, voire Brive-la-Gaillarde pour certains d'entre eux[4]. Le temps de trajet est d'environ 1 heure depuis Toulouse-Matabiau et d'environ 25 minutes depuis Cahors.

### Intermodalité
La ligne 203 du réseau liO dessert la gare.

## Service des marchandises
Cette gare est ouverte au service du fret.